# A. O. Smith Corporation
A. O. Smith Corporation ist ein US-amerikanisches Unternehmen.

## Vorgeschichte
Charles Jeremiah Smith gründete 1874 Charles J. Smith-Machinists in Milwaukee in Wisconsin. Als später zwei seiner Söhne mithalfen, erfolgte die Umfirmierung in C. J. Smith and Sons. Ab 1899 entstanden Rahmen für Fahrräder. Um die Jahrhundertwende wurden einige Automobile gefertigt, die aber Prototypen blieben und nicht vermarktet wurden. 1902 kamen Fahrgestelle für Autos dazu. Auftraggeber war zunächst Peerless Motor Car Corporation, später Cadillac, Oldsmobile und Packard.
Einer der Söhne, Arthur O. Smith, führte 1904 die Umfirmierung in A. O. Smith Company durch. 1914 wurden die Produktionsrechte für das Wall Auto Wheel von A. W. Wall aus England erworben. Diese Antriebseinheit wurde überarbeitet und zu Tausenden verkauft. Die American Motor Vehicle Company nutzte es zum Antrieb ihrer vierrädrigen Fahrzeuge. A. O. Smith übernahm die Rechte an diesem Fahrzeug.

## Unternehmensgeschichte
Das Unternehmen wurde am 11. November 1916 in der gleichen Stadt als Nachfolgeunternehmen gegründet. Im gleichen Monat begann die Produktion von Automobilen. Der Markenname lautete Smith Flyer. 1919 endete die Fahrzeugproduktion. Briggs & Stratton setzte die Produktion unter eigenem Namen fort.
Danach war das Unternehmen in verschiedenen Branchen tätig. 1936 kamen Warmwasserbehälter dazu. In diesem Bereich arbeitet das Unternehmen noch heute.

## Fahrzeuge

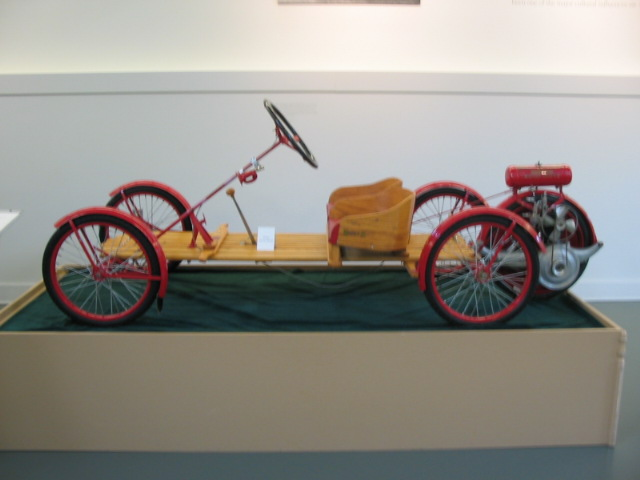
Smith Flyer

Der Smith Flyer war ein kleines Fahrzeug. Es hatte vier Räder, aber mit dem Auto Wheel ein fünftes Rad am Heck für den Antrieb.